# Thesium divaricatum
Espèce
Classification APG III (2009)
Thesium divaricatum (Thésium divariqué ou Thésium étalé) est une espèce de plante de la famille des Santalacées.

## Description
Plante herbacée semi-parasite, ce Thesium possède une inflorescence très ramifiée dont les rameaux latéraux portent de petites fleurs blanches
Ses feuilles sont très étroites de moins de 2 mm de largeur et assez épaisses.